# Eleição municipal de Itumbiara em 2016
A eleição municipal de Itumbiara ocorreu em 2 de outubro de 2016 para eleger um prefeito, um vice-prefeito e dezessete vereadores para a administração da cidade, com a possibilidade de um segundo turno em 30 de outubro. O prefeito titular era Francisco Domingues de Faria, filiado ao Partido Trabalhista Brasileiro (PTB). As movimentações pré-campanha ocorreram num contexto de crise política envolvendo um pedido de impeachment do segundo mandato da presidente Dilma Rousseff, do Partido dos Trabalhadores, e um atentado político contra o candidato José Gomes da Rocha.
O prefeito eleito foi Zé Antônio do PTB, que venceu com 67,27% do votos válidos (36.143 votos). Zé Antonio foi o substituto do candidato José Gomes da Rocha (PTB), conhecido como Zé Gomes, que sofreu um atentado e morreu durante uma carreata no dia 28 de setembro. Zé Antonio disputou a prefeitura com outros dois candidatos: Álvaro Guimarães (PTB) e Cesinha (PDT). O vice-prefeito eleito e companheiro de chapa foi Gugu Nader (PSB).

## Eleitorado
O eleitorado do município de Itumbiara, em 2016, contava com 67.122 pessoas aptas a votar. O cenário era formado por 31.330 eleitores homens (46,68%) e 35.792 mulheres (53,32%). A participação de jovens entre 21 a 24 anos correspondia a 2.526 de votos (47,88%) dos eleitores, já 6.504 dos eleitores (47,74%) eram homens e mulheres com idade entre 25 a 34 anos, seguido por homens e mulheres com idade entre a 35 a 44 anos 13.916  votos que representava 20,73% dos eleitores. Eleitores entre 45 a 59 anos representavam 17.662 pessoas (26,31%), enquanto 7.513 (11,19%) tinham entre 60 a 69 anos, 3.275 (4,88%) entre 70 a 79 anos, e 929 eleitores (1,38%) possuíam mais de 79 anos de idade.

## Campanha
A campanha dos candidatos à prefeitura de Itumbiara se iniciaram em 16 de agosto de 2016, assim como nas demais cidades do estado. Debates entre os candidatos foram patrocinados pelas rádios locais, como a Interativa FM e as redes televisivas TV Vitoriosa, TV Anhanguera, TV Brasil Central e Record Goiás.

## Candidatos
Três candidatos disputaram a prefeitura de Itumbiara.
Cesar Alves (Cesinha) representava a coligação "Nasce Um Novo Projeto de Esperança para Itumbiara", composta com os partidos PDT, PRB e PSOL. Cesar é bancário e economiário, possui grau de escolaridade superior completo. 
Álvaro Guimarães representava a coligação "Pra fazer muito mais". Álvaro era deputado e possui grau de escolaridade superior completo. 
|  | Nº | Candidato a prefeito | Candidato a prefeito  | Candidato a vice-prefeito | Candidato a vice-prefeito |
|  | -- | -------------------- | --------------------- | ------------------------- | ------------------------- |
|  | 12 |                      | Cesar Alves (PDT)     |                           | Lucimar de Oliveira (PDT) |
|  | 14 |                      | José Antônio (PTB)    |                           | Gugu Nader (PTB)          |
|  | 22 |                      | Álvaro Guimarães (PR) |                           | Marcelo de Oliveira (DEM) |

## Pesquisas
| Data       | Instituto | José Gomes (PTB) | Álvaro Guimarães (PR) | Cesar Alves (PDT) | Brancos e Nulos | Indecisos |
| ---------- | --------- | ---------------- | --------------------- | ----------------- | --------------- | --------- |
| 02/09/2016 | Serpes    | 59,4%            | 14,2%                 | 2,2%              | 8,7%            | 15,5%     |
| 09/09/2016 | Cálculus  | 69,2%            | 21,3%                 | —                 | 5,6%            | 11,3%     |
| 15/09/2016 | Serpes    | 58,1%            | 19,4%                 | 2,5%              | 9,7%            | 10%       |

## Resultados

### Prefeito
| Candidato(a)           | Vice                     | 1º Turno 2 de outubro de 2016 | 1º Turno 2 de outubro de 2016 |
| Candidato(a)           | Vice                     | Votação                       | Votação                       |
|                        |                          | Total                         | Porcentagem                   |
| ---------------------- | ------------------------ | ----------------------------- | ----------------------------- |
| Zé Antonio (PTB)       | Gugu Nader (PSB)         | 36.143                        | 67,27%                        |
| Álvaro Guimarães (PTB) | Marcelo do sacolão (DEM) | 14.050                        | 26,15%                        |
| Cesinha (PDT)          | Lucimar (PDT)            | 3.532                         | 6,57%                         |
| Total de votos válidos | Total de votos válidos   | 53.725                        | 90,39%                        |
| Votos em branco        | Votos em branco          | 1.821                         | 3,06%                         |
| Votos nulos            | Votos nulos              | 3.890                         | 6,54%                         |
| Total                  | Total                    | 59.436                        | 100%                          |

## Vereadores eleitos
Na eleição municipal de 2016, a cidade teve um total de 119 (cento e dezenove) candidatos a vereador na cidade de Itumbiara. De 12 vereadores eleitos, apenas uma é mulher (Professora Noêmia, do PTB). O vereador mais votado foi Dr. Rogério (PR - 5,35% dos votos). A maioria dos vereadores eleitos são do PTB (cinco candidatos); o segundo partido com mais votos foi o PR (dois candidatos), os partidos seguintes tiveram apenas um candidato eleito (PMBD, PTC PROS, PPS, PCdoB). 
| Nome                     | Partido | Número | Quantidade de Votos | Porcentagem |
| ------------------------ | ------- | ------ | ------------------- | ----------- |
| Dr. Rogerio              | PR      | 22222  | 2923                | 5.35%       |
| Dr. Marcello Gomes       | PTB     | 14444  | 2674                | 4.87%       |
| Flausininho              | PMDB    | 15000  | 2118                | 3.86%       |
| Neto Karfan              | PR      | 22456  | 2110                | 3.84%       |
| Daniel Borges            | PTC     | 36456  | 1861                | 3.39%       |
| Sargento Azevedo         | PTB     | 14190  | 1584                | 2.89%       |
| Silviano Campos          | PTB     | 14620  | 1536                | 2.80%       |
| Professor Amauri         | PROS    | 90123  | 1536                | 2.80%       |
| Romildo Formigão         | PTB     | 14000  | 1535                | 2.80%       |
| Ednon Fio                | PPS     | 23456  | 1369                | 2.49%       |
| Professora Noêmia        | PTB     | 14567  | 1322                | 2.41%       |
| Zezé Preto Amigo do Povo | PC do B | 65222  | 1284                | 2.34%       |